# ALAS1
La delta-aminolevulinato sintasa 1 también conocida como ALAS1 es una proteína que en humanos está codificada por el gen ALAS1.  ALAS1 es una sintasa de ácido aminolevulínico, necesario para funciones celulares básicas. Su retroalimentación regulada por el hemo a través de la represión de la transcripción del gen ALAS, la inhibición de la traducción del mensaje ALAS1, la desestabilización del mensaje ALAS1 y la inhibición de la importación de la forma precursora citosólica del enzima en las mitocondrias.
La delta-aminolevulinato sintasa cataliza la condensación de glicina con succinil-CoA para formar ácido delta-aminolevulínico. Esta enzima mitocondrial codificada en el núcleo es la primera y limitante de la velocidad en la vía biosintética del hemo de los mamíferos. Hay 2 isoenzimas específicas de tejido: una enzima doméstica codificada por el gen ALAS1 y una enzima específica de tejido eritroide codificada por ALAS2.